# فاروی
فاروی (به انگلیسی: Farway) یک روستا و محله مدنی در بریتانیا است که در East Devon واقع شده‌است.